# Gottfried Behle
Gottfried Behle, auch Gottfried Böhle, (* 17. Dezember 1653 in Zittau; † 27. Februar 1728) war ein deutscher Verleger, Buchbinder und Buchhändler. Bekannt wurde er als Verleger des Magdeburgischen Gesangbuches.

## Leben
Behle kam 1675 nach Magdeburg. In Magdeburg war er zeitweise Kompagnon des Verlegers Johann Daniel Müller, der ein Gesang- und Gebetbuch herausgab. Später trennte er sich, offenbar im Streit, von Müller und gab selbst ein Gesangbuch heraus. Das von Behle herausgegebene Magdeburgische Gesangbuch wurde von den zuständigen Behörden als allein rechtes Magdeburgisches Gesangbuch anerkannt. Am 14. Februar 1715 wurde der mit dem Ministerium geschlossene Vertrag mit dem Sohn Behles, Michael Jacob Behle, erneuert und bis 1735 fortgeschrieben.
Die Auseinandersetzung zwischen Behle und Müller über die Herausgabe des Gesangbuchs dauerte über Jahrzehnte, auch noch lange nach ihrem Tod an. Die Müllerschen Erben passten den Titel ihres Gesangbuchs dem Behleschen an, erschienen jeweils kurz nach dem Behleschen, wobei exakt die gleichen Lieder abgedruckt und diverse neue hinzugefügt wurden. Diese Konkurrenz führte zu einer schnellen Folge von Neuauflagen und ständigen Erweiterungen des Umfangs. Der Streit wurde erst 1738, lange nach dem Tod Behles, beigelegt, als die Behörde die gemeinsame Redaktion der Gesangbücher veranlasste.

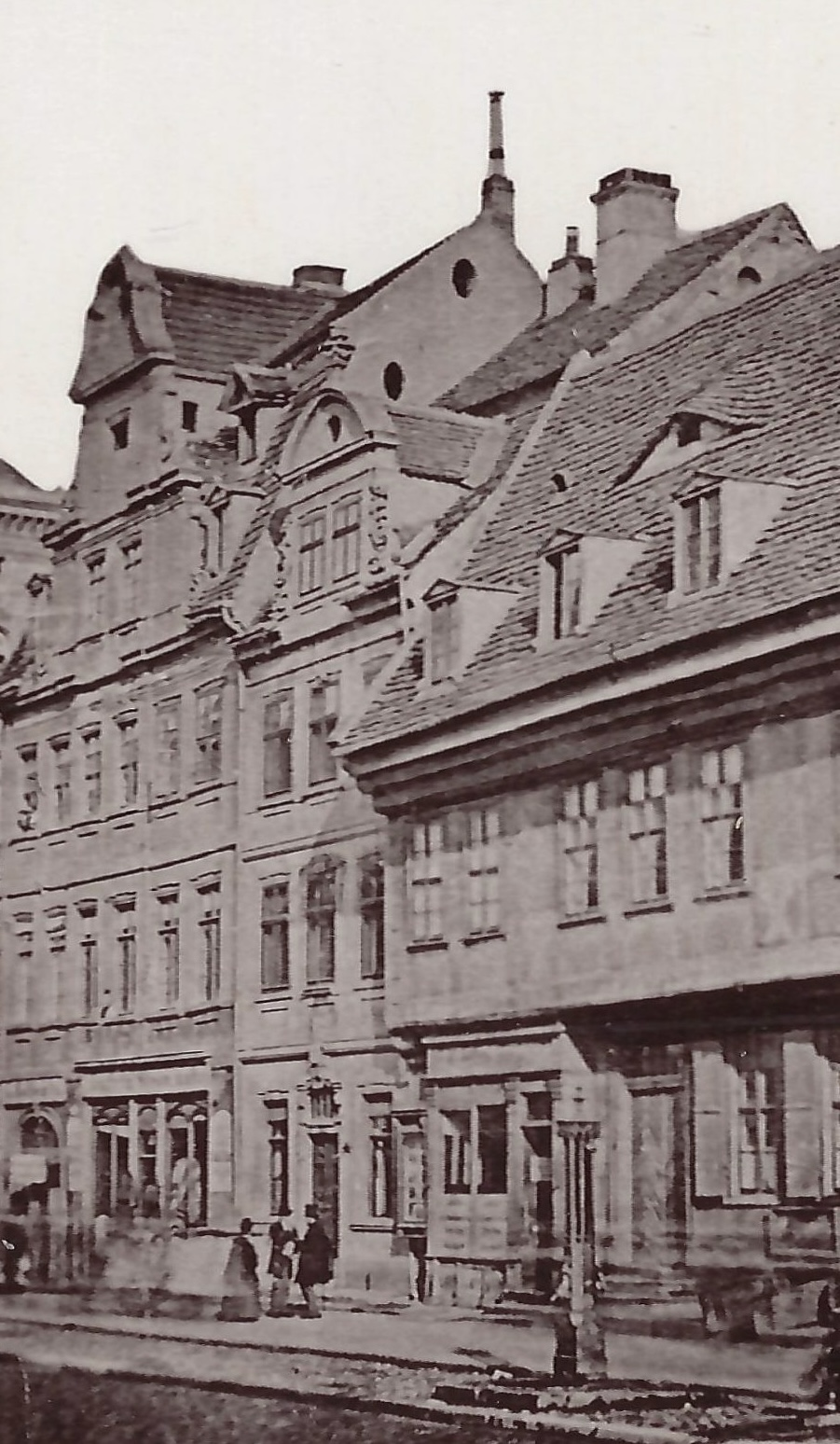
Haus Zur goldenen Bibel (schmales Haus in der Mitte), vor 1872

Behle heiratete in Magdeburg am 9. November 1677 Anna Thornauen. Andere Angaben geben an, seine Braut sei die Witwe des Buchbinders Mathias Lückemann gewesen. 1678 erwarb er für 700 Taler das Haus Breiter Weg 52 in Magdeburg, das zuvor Lückemann gehörte. Vermutlich ließ er es 1719 neu errichten und benannte es als Zur goldenen Bibel. Er wurde Vater zweier Söhne und hatte neun Enkel. Seine Ehefrau verstarb 1708. Er wurde auch als Brauer-Innungsverwandter geführt. 1712 erwarb er das Haus Zum goldenen Stern (Spiegelbrücke 17), welches er jedoch bereits 1714 wieder veräußerte.
Behle wurde in der Katharinenkirche beigesetzt, wo für ihn ein Epitaph bestand.